# Кристер Сван
Кристер Сван (швед. Christer Swahn, настоящее имя — Виктор Хуго Викстрём (швед. Victor Hugo Wickström); 29 мая 1856, Хедемура (ныне лен Даларна, Швеция — 29 декабря 1907, Эстерсунд) — шведский писатель

, поэт, драматург, журналист, либеральный политик. Доктор философии.

## Биография
Сын сапожника. Выпускник Уппсальского университета (1877). Кандидат философии. В 1883 году защитил докторскую диссертацию в Лундском университете с темой о творчестве Ипполита Тэна.
С 1886 года работал преподавателем в университете Эстерсунда. В том же году стал редактором и издателем газеты Jämtlands-Posten, с в 1888 года — владелец издания.
Член Объединённой либеральной партии. Депутат второй палаты Риксдага (1906—1907).
Гомосексуалист.

## Творчество
Автор романов, стихов, пьес, научно-популярных сочинений и публицистических статей.

## Избранные произведения
- «Dikter» (1882),
- «Fyra Dikter» (1883),
- «Antikrist» (драма, 1885),
- «Tankar» (1895),
- «Aerkebiskopen» — драматическое стихотворение (1897),
- «När Jesus Rom tilt Oester-sund»,

Романы
- «En bospitalshistoria»,
- «Sådan var vägen»,
- «Aefentyrarlif» (1899),
- «Arnliot Gällina» (исторический роман, 1897),
- «En modern historia» (1898).

Научно-популярные сочинения
- «Giordano Brunos Metafysik» (1883)
- «Sanningskär» (1885),
- «Kvinnostudier af en ungkarl» (1895),
- «Lukjanos, antikens modernaste ande» (1898),

Книги путешествий
- «Singalesiska bref» (1893),
- «Stoft från Sandalerna» (1895),
- «Somturist genom Europa» (1897).